# Cremaster 4
Série Cremaster
Cremaster 3
(2002) Cremaster 5
(1997)
Pour plus de détails, voir Fiche technique et Distribution.
Cremaster 4 est le quatrième épisode du cycle Cremaster de l'artiste américain Matthew Barney, sorti en 1994. Il est chronologiquement le premier épisode qui soit sorti en salles, avant Cremaster 1, Cremaster 2, Cremaster 3 et Cremaster 5, développés et produits entre 1995 et 2002.

## Synopsis

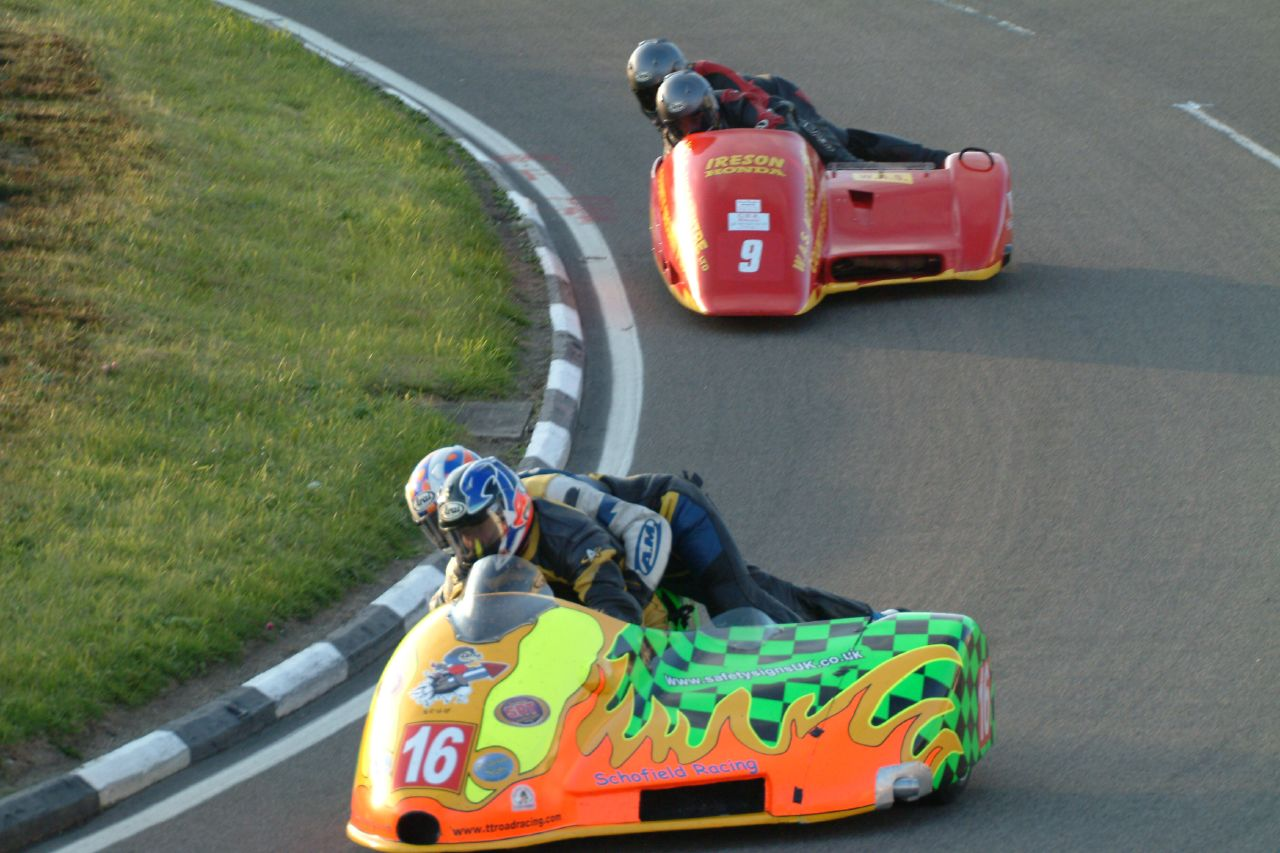
Sidecars à la course de moto Tourist Trophy de l'île de Man.

Cremaster 4 a été le premier épisode filmé, en 1994. Il correspond au début de la descente dans le contexte général du Cycle. Il a pour symbole le triskèle et se déroule sur l'île de Man, dont le folklore est un élément constitutif de son esthétique, tout comme la course de moto Tourist Trophy de l'île de Man.
Le film comprend trois personnages principaux. D'une part, deux équipes de side-cars, l'une jaune et l'autre bleue. D'autre part, le candidat de Loughton (Matthew Barney), un satyre aux quatre cornes naissantes, qui deviendra le bélier de Loughton.
Il s'agit d'une espèce de bélier endémique de l'île qui possède deux paires de cornes caractéristiques. L'une est ascendante et l'autre descendante, tendant vers l'indifférenciation, les deux sens coexistant en équilibre.

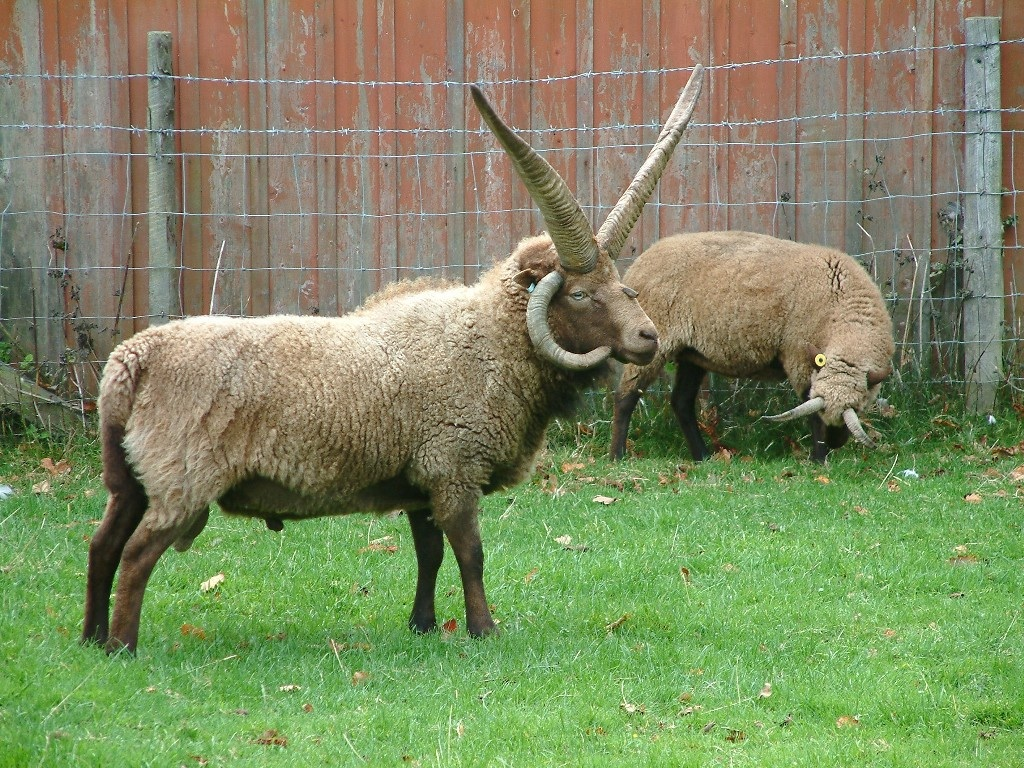
Les moutons de l'Île de Man, ou Loaghtan.

Un trio de fées recrée les actions du satyre et des motards, se métamorphosant en fonction du terrain qu'ils occupent, ces trois personnages étant dépourvus de capacité de volition.
Alors que chacune des motos roule en sens inverse sur la route côtière, le candidat danse en érodant le sol jusqu'à ce qu'il tombe dans l'océan. Au même moment, l'équipe ascendante a un accident.
Pendant que le side-car est réparé, sous terre, le Candidat se dirige vers l'île à travers un tunnel rempli de vaseline, vers le point de départ de la course, qui sera aussi le point d'arrivée. Enfin, sur une colline, les fées ont organisé un pique-nique.
Dans la dernière séquence, les motos sont prêtes à repartir. Le bélier de Loughton est au point d'arrivée, avec des rubans de couleur noués autour de son scrotum, afin qu'il puisse poursuivre sa descente à l'aide du muscle crémaster malgré l'opposition du corps.

## Fiche technique
- Titre original : Cremaster 4[2],[3],[4]
- Réalisation et scénario : Matthew Barney
- Société de production : Artangel Media, Barbara Gladstone Gallery, Arts Council of England (Londres), Foundation Cartier (Paris)
- Pays de production :  États-Unis -  Royaume-Uni -  France
- Langues originales : anglais
- Genre : Expérimental
- Format : couleurs - son mono - 35 mm
- Durée : 42 minutes
- Date de sortie :
  - États-Unis : 6 octobre 1995
  - France : 2 juillet 2005 (Festival du film de La Rochelle)

## Distribution
- Matthew Barney : Le candidat de Loughton
- Dave Molyneux : Pirate ascendant no 1
- Graham Molyneux : Pirate ascendant no 2
- Steve Sinnott : Pirate descendant no 1
- Kart Sinnott : Pirate descendant no 2
- Christa Bauch : la Fée no 1
- Colette Guimond : la fée no 2
- Sharon Marvel : la fée no 3
- John Stud Jr. : le bélier de Loughton